# Anvar Kamilevics Ibragimov
Anvar Kamilevics Ibragimov (oroszul: Анвар Камилевич Ибрагимов, baskírul: Әнүәр Камил улы Ибраһимов, Anvar Kamil uli Ibragimov) (Ufa, 1965. november 27. – Himki, 2023. augusztus 27.) szovjet színekben olimpiai bajnok, Oroszország képviseletében világbajnoki ezüstérmes baskír tőrvívó, edző, Olga Velicsko világ- és Európa-bajnok tőrvívónő férje, Kamil Ibragimov világ- és Európa-bajnok kardvívó apja.